# Cmentarz wojenny nr 185 – Lichwin
Cmentarz wojenny nr 185 Lichwin – austriacki cmentarz z I wojny światowej znajdujący się we wsi Lichwin w województwie małopolskim, w powiecie tarnowskim, w gminie Pleśna. Jest jednym z 400 zachodniogalicyjskich cmentarzy wojennych zbudowanych przez Oddział Grobów Wojennych C. i K. Komendantury Wojskowej w Krakowie. W VII okręgu tarnowskim cmentarzy tych jest 63. Cmentarz nr 185 jest największym z cmentarzy w całym okręgu tarnowskim.

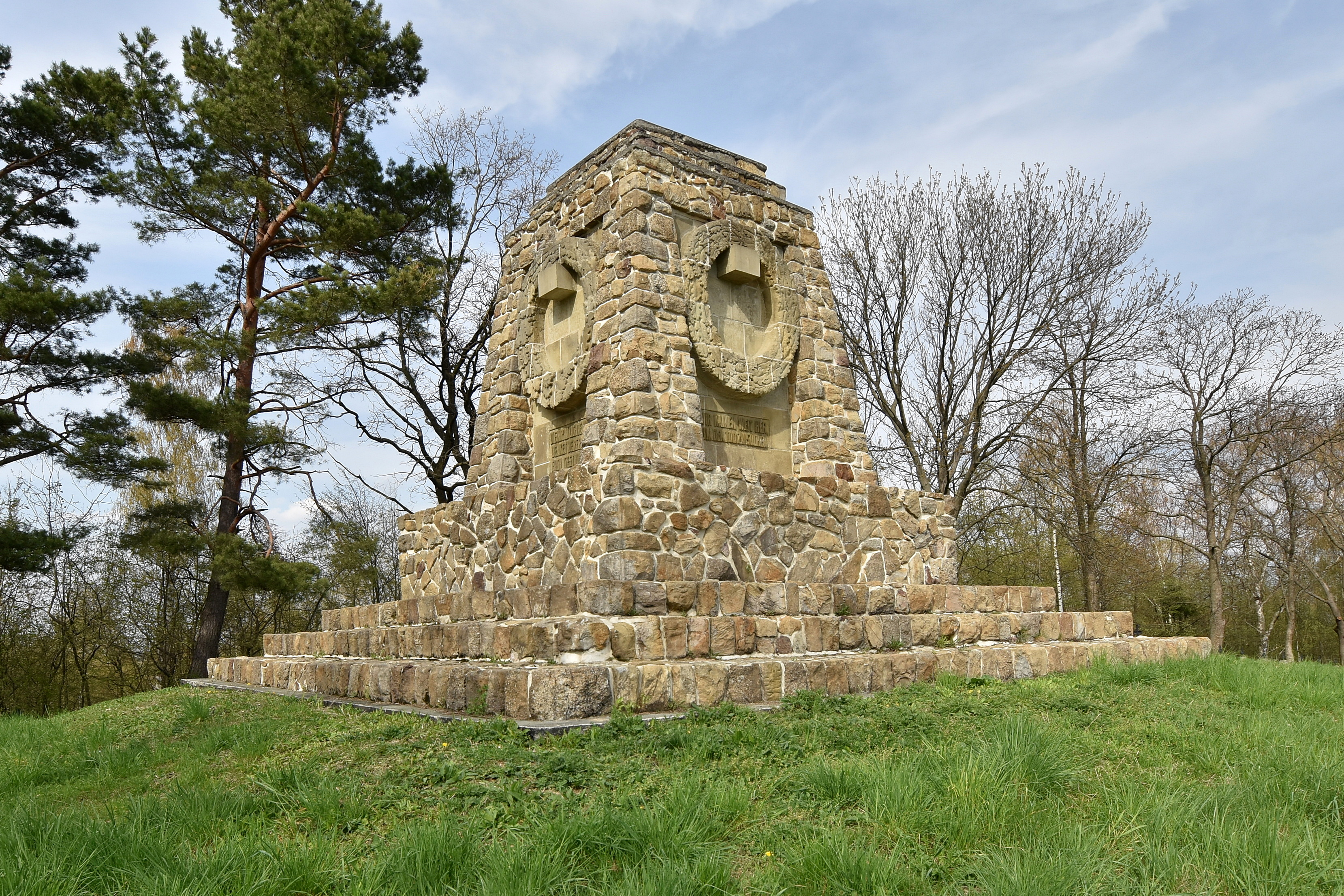
Pomnik centralny

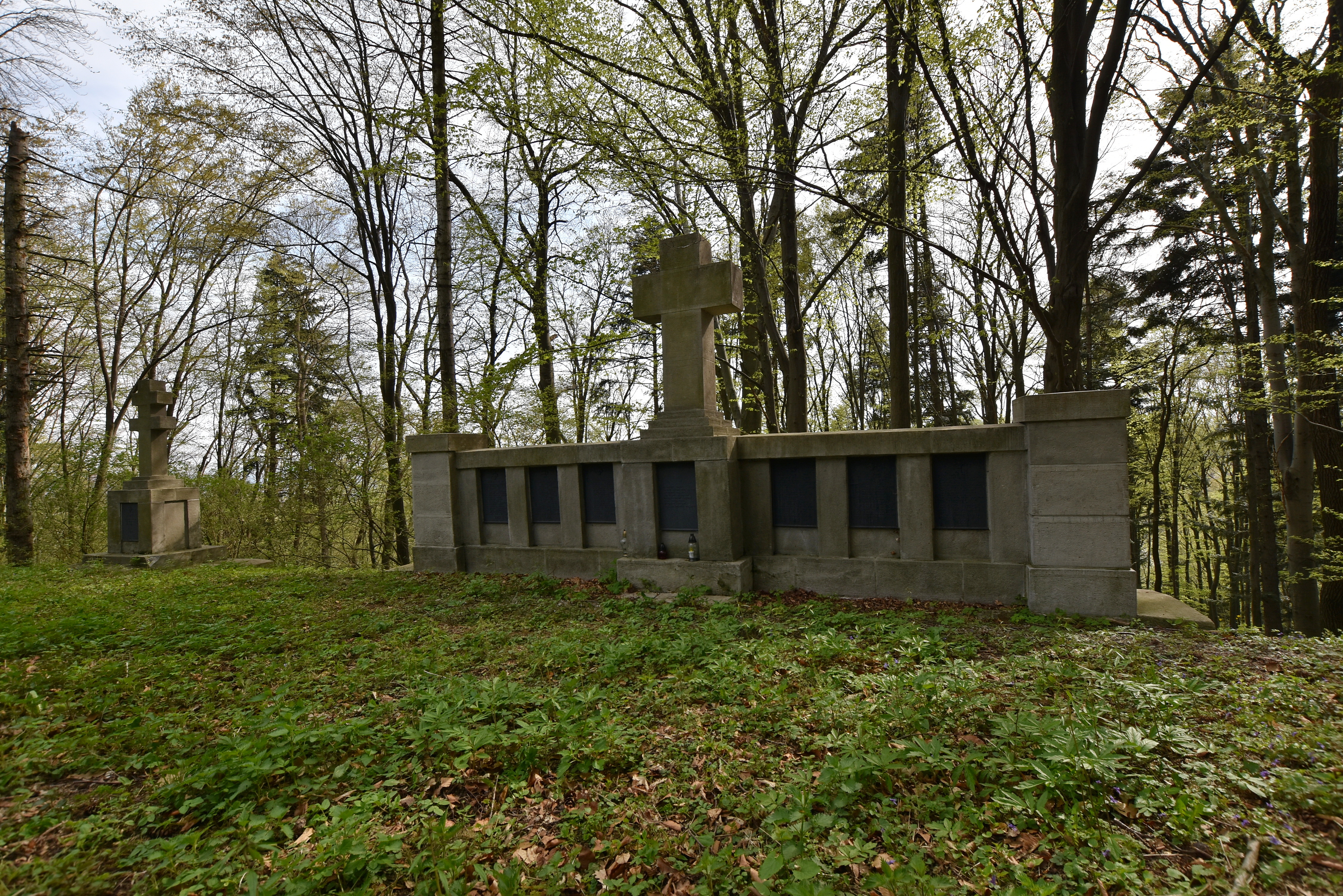
Jeden z grobów zbiorowych

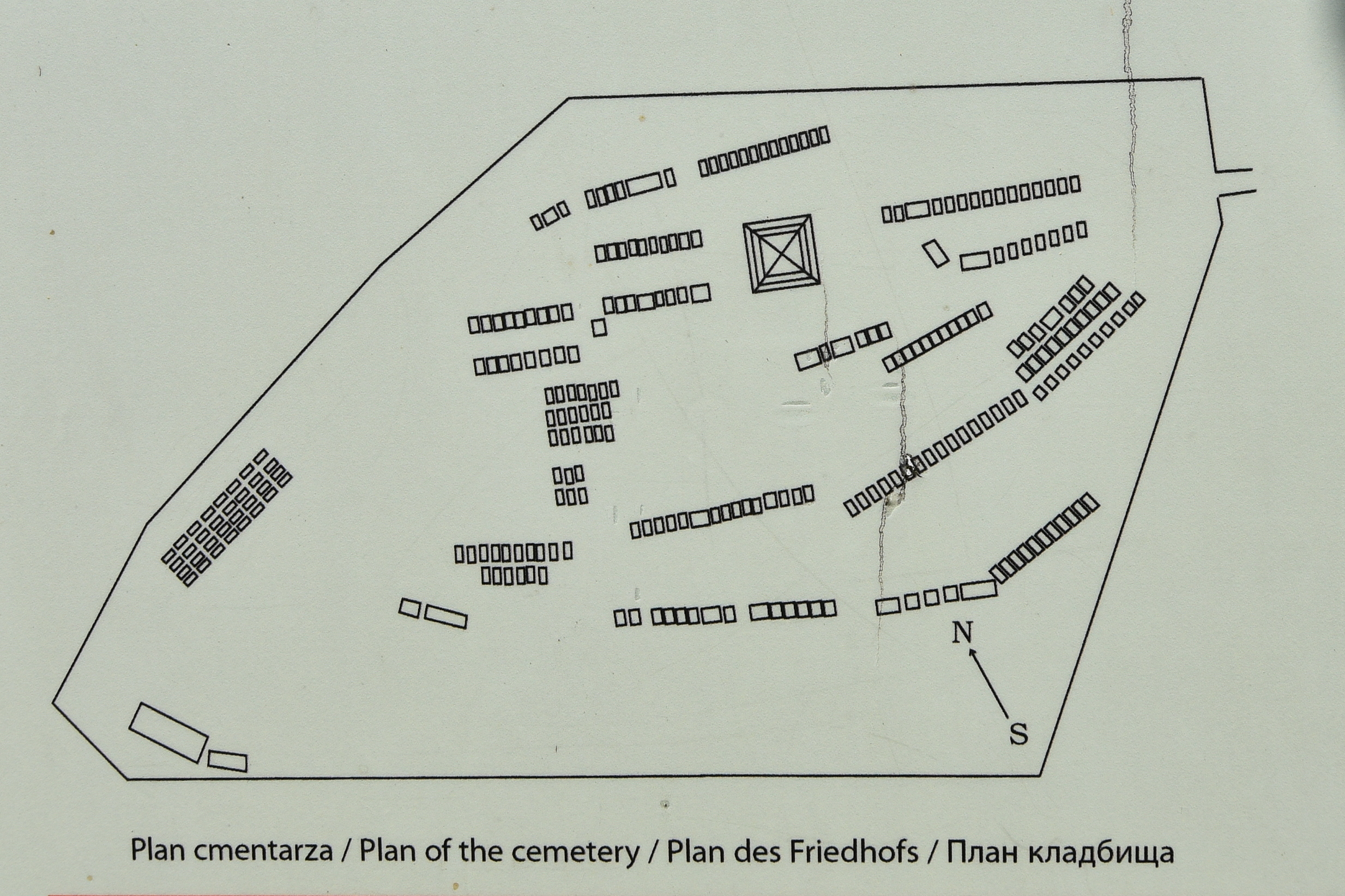
Plan cmentarza

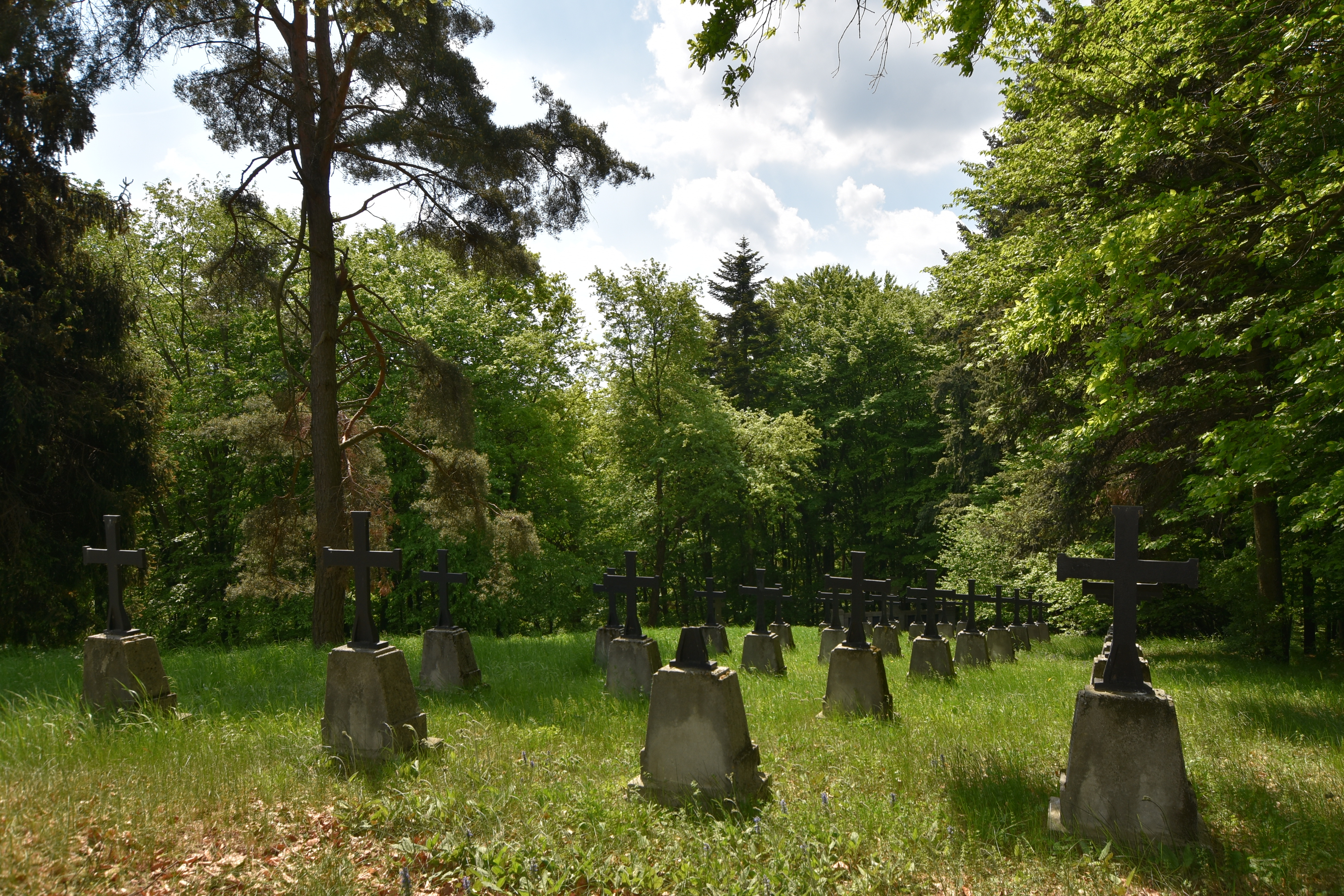
Jedna z grup nagrobków

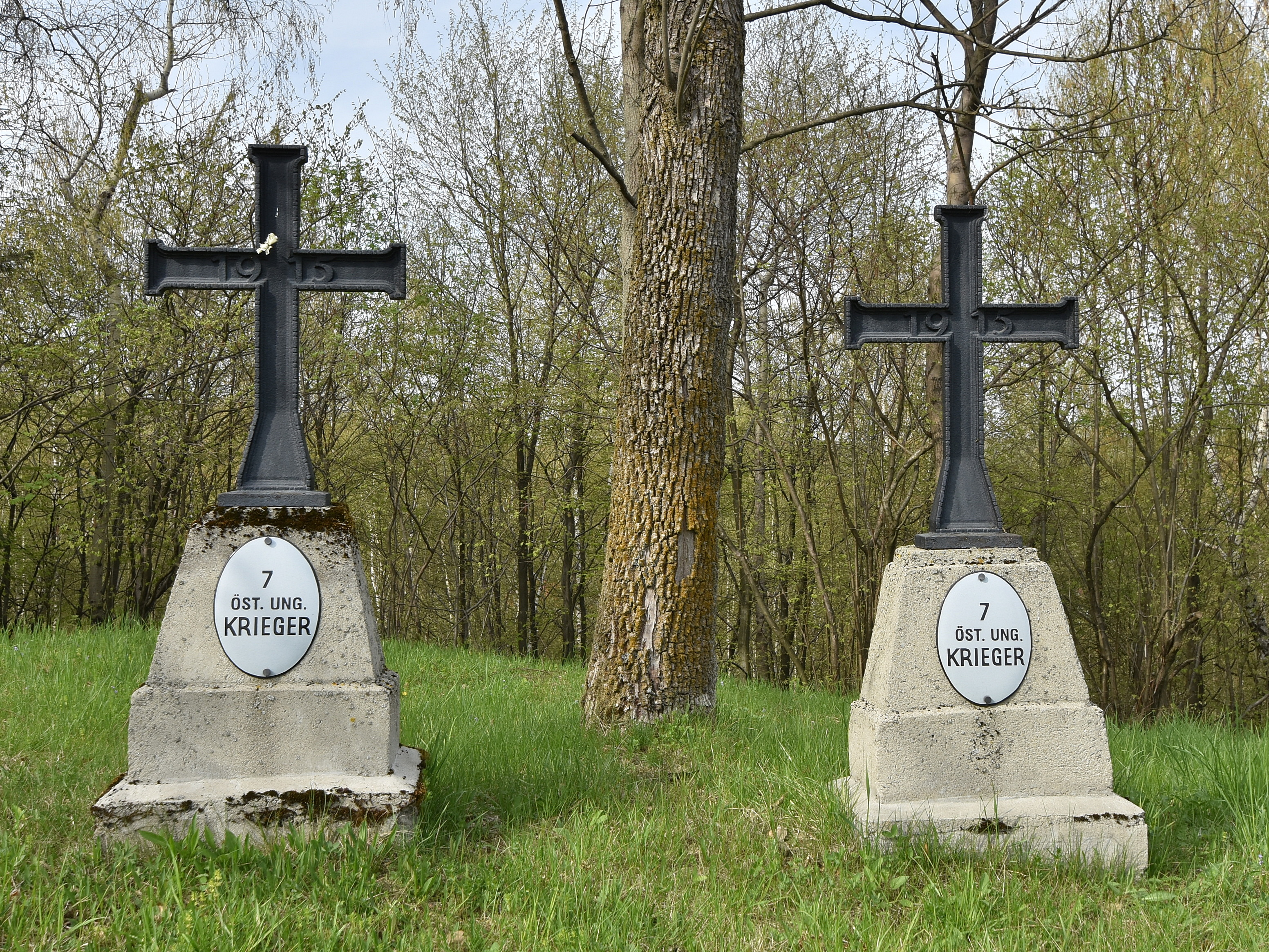
Nagrobek

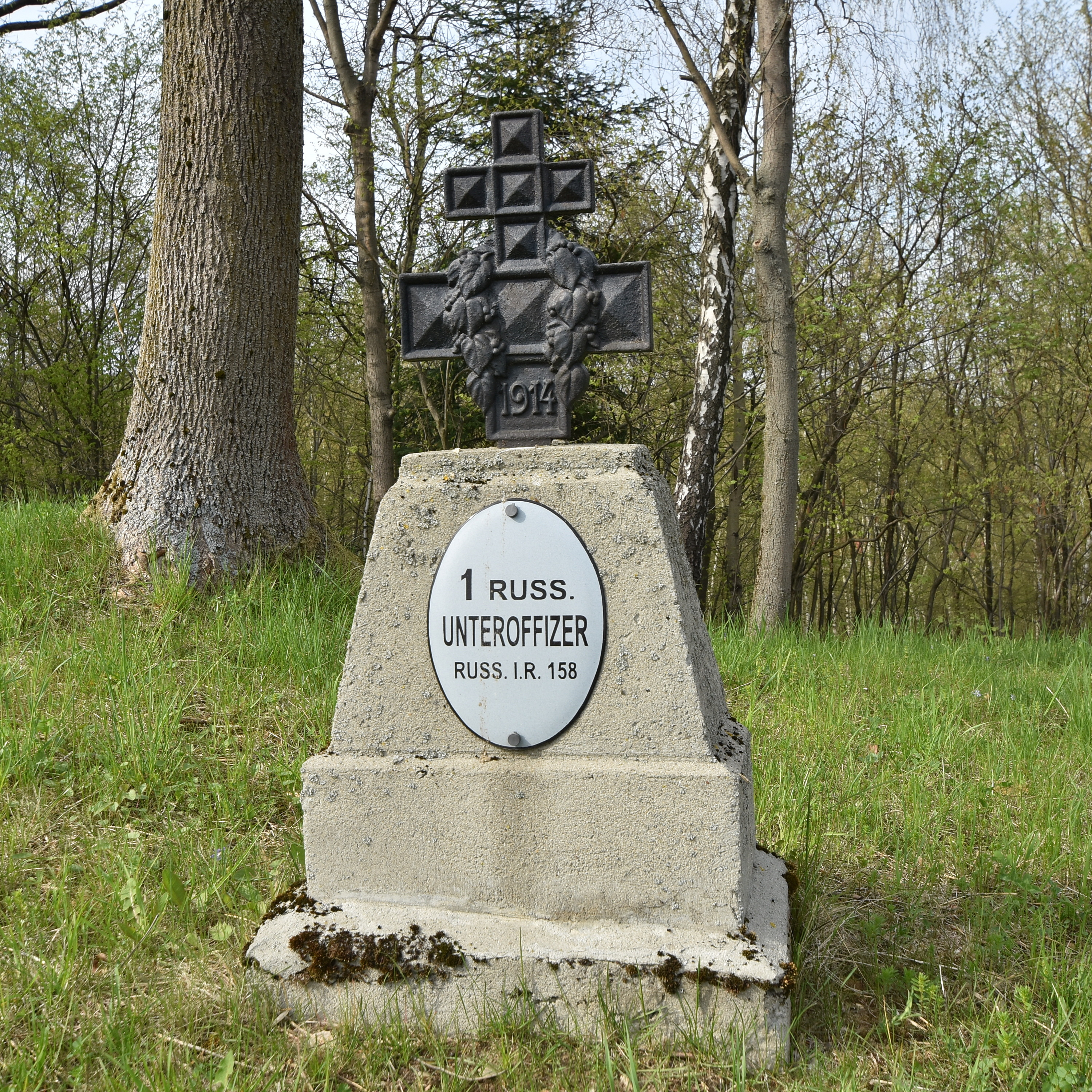
Nagrobek

## Lokalizacja
Znajduje się na Pogórzu Rożnowskim, na szczycie wzgórza Gródek o wysokości 436 m n.p.m. Północno-wschodnimi stokami tego wzgórza, w odległości 50 m od jego wierzchołka biegnie asfaltowa droga gminna z Siedlisk. Drogą tą wiedzie także znakowany szlak turystyki rowerowej. Od drogi na cmentarz prowadzi stroma, nieoznakowana ścieżka przez las. Obecnie wzgórze porośnięte jest lasem, w czasie I wojny światowej było jednak bezleśne i przez żołnierzy austriackich nazywane było Głową Cukru (niem. Zuckerhut). Obecnie z terenów cmentarza nadal rozpościera się ograniczona przez las panorama widokowa na wschodnią i południową stronę.

## Opis cmentarza
Cmentarz zaprojektowany przez Heinricha Scholza zajmuje wierzchołek wzgórza. Ma kształt nieregularnego siedmioboku. Na samym szczycie wzgórza stoi masywny, murowany z kamienia łupanego pomnik o kształcie antycznego pylonu. Na każdej z czterech jego ścian jest kamienny napis w języku niemieckim. Ogrodzenie zachowało się tylko częściowo. Od strony wejścia jest to kamienny mur z dwoma słupkami bez bramki. Na słupach wejściowych znajdują się tablice informacyjne w językach: polskim i niemieckim, przedstawiające historię bitwy o wzgórze. Na przeciwległym do wejścia końcu cmentarza są dwie duże mogiły zbiorowe, a na nich ławy pomnikowe z napisami i żeliwnymi tablicami z nazwiskami poległych. Groby żołnierzy rozlokowane są rzędami w wielu grupach umieszczonych pod różnymi kątami na stokach wzgórza. Są na nich różnego rodzaju krzyże, a na wielu tabliczki z nazwiskami poległych.

## Polegli
W 51 grobach zbiorowych i 215 pojedynczych pochowano 273 żołnierzy armii austro-węgierskiej i 341 żołnierzy armii rosyjskiej. Łącznie 614 żołnierzy. Tablica informacyjna na bramie cmentarza podaje nieco inne liczby: 273 żołnierzy austro-węgierskichi 343 rosyjskich. Wśród poległych obydwu tych armii są Polacy. Wśród żołnierzy armii austro-węgierskiej polegli walczyli głównie w c i k 59 pułku piechoty (arcyksiążę Rainer. Salzburg). c.i k. 14 pułku piechoty (wielki książę von Hessen. Grn. Austria) i c.i k. 2 Tyrolskiego Pułku Strzelców Cesarskich). Oprócz tych wymienionych na tablicy informacyjnej oddziałów pochowano tutaj także żołnierzy z wielu innych jednostek: 10. 15., 16., 31., 32. pułki piechoty landszturmu, 18. pułk piechoty landwehry oraz 15. i 36. pułki piechoty. Ci żołnierze rosyjscy, których udało się zidentyfikować walczyli m.in. w 129. Besarabskim, 132. Benderskim, 145. Nowoczerkaskim, 158. Kutajskim, 173. Kamienieckim, 160. Abchazkim, 131. Tyraspolskim i 279. Łochwickim pułkach piechoty.

## Historia
Duża liczba pochowanych na tym cmentarzu żołnierzy ma związek ze strategicznym znaczeniem wzgórza Gródek. Odbywały się o nie zażarte walki. Nocą 3 maja żołnierze armii austro-węgierskiej zdobyli wzgórze. O godzinie 11 żołnierze rosyjscy przeprowadzili gwałtowny kontratak i odzyskali wzgórze. Następnego dnia o godz 4 rano austriaccy żołnierze ponowili atak i znów odbili wzgórze. Był to fragment wielkiej ofensywy sprzymierzonych wojsk austro-węgierskich i niemieckich zwanej bitwą pod Gorlicami, w czasie której przełamali oni obronę wojsk rosyjskich i wypędzili ich z tych terenów daleko na wschód.

## Losy cmentarza
Cmentarz ukończono w 1916 r. Projektant cmentarza postanowił pozostawić na nim leje po pociskach i niezasypane linie okopów. Miało to na celu uzmysłowienie odwiedzającym cmentarz jak wyglądało pole walki i jak zażarte boje tutaj się toczyły. Cmentarz był wielokrotnie odnawiany. Pierwotnie ogrodzony był drewnianym płotem. Nie został po nim żaden ślad. Ostatniego remontu dokonano w 2012 r. dzięki przychylności władz gminy Pleśna, Austriackiemu Czarnemu Krzyżowi -Stowarzyszenie Opieki nad Grobami Wojennymi (oddział Salzburg – Tyrol) i sekcjom tradycji pułków austro-węgierskich biorących udział w zdobyciu wzgórza Gródek. Na tablicy informacyjnej przy wejściu na cmentarz jest napis "Ojczyzna nie zapomniała o swych poległych synach".